# Al Ayas
Al Ayas (in arabo العياص‎?), anche detto Al Eyas, è una comunità dell'Emirato di Dubai, negli Emirati Arabi Uniti. Si trova nel Settore 2 nella zona settentrionale di Dubai presso il confine con l'Emirato di Sharjah. 

## Geografia fisica
Il territorio occupa un'area di 10,5 km² nella zona nord-orientale di Dubai, al limite dell'area urbana orientale.
L'area è delimitata a nord dalla Amman Street (D 97), a est dalla Emirates Road (E 611), a sud dalla Al Amardi Street (D 50) e ad ovest dalla Al Khawaneej 2 street.

## Economia
Al Ayas è una comunità prevalentemente agricola e poco densamente abitata. Vi si trovano diverse fattorie e allevamenti di cavalli e cammelli.
Nella parte settentrionale del quartiere si trova la pista per le corse di cammelli di Khawaneej Camel Track, che a dispetto del nome si trova in Al Ayas. La pista da corsa di cammelli di Al Khawaneej è, insieme a quella di Al Marmoom, la più popolare di Dubai.

## Infrastrutture e trasporti
Non vi sono fermate della metropolitana nel quartiere, e le uniche linee pubbliche di superficie scorrono lungo la Al Amardi Street sul bordo meridionale del quartiere non addentrandosi all'interno.